# Lucius Calpurnius Piso Caesoninus (consul en -112)
Pour les articles homonymes, voir Calpurnius Piso.
Lucius Calpurnius Piso Caesoninus est un homme politique de la République romaine, consul en 112 av. J.-C., mort au combat contre les Tigurins à la bataille d'Agen en 107 av. J.-C..

## Famille
Il est le fils de Lucius Calpurnius Piso Caesoninus, consul en 148 av. J.-C. Père et fils sont annalistes et adversaires de Caius Gracchus.
Il est le père d'un Lucius, consul en 58 av. J.-C., qui deviendra le beau-père de Jules César.

## Biographie
Il est préteur au plus tard en 115 av. J.-C. selon les dispositions de la lex Villia.
En 112 av. J.-C., il est consul avec Marcus Livius Drusus,.
En 107 av. J.-C., alors qu'il est devenu légat du consul Lucius Cassius Longinus, il part en Gaule pour s'opposer aux Cimbres et à leurs alliés. Lucius meurt, ainsi que le consul, sur le champ de bataille, l'armée romaine ayant été défaite par les Tigurins, près du territoire des Volques Tectosages, à la bataille d'Agen. Les soldats romains sont forcés de passer sous le joug,,.